# László Sólyom
László Sólyom (hongarès: Sólyom László)  (Pécs, 3 de gener de 1942 - Budapest, 8 d'octubre de 2023) fou un polític hongarès, President d'Hongria des del 5 d'agost de 2005 fins al 6 d'agost de 2010.

## Naixement i Estudis
Va néixer a Pécs, a Hongria el 3 de gener de 1942, fill de l'advocat Ferenc Sólyom i Aranka Lelkes. Va estudiar dret, carrera que acabà el 1965.

## Vida
El 1983 va convertir-se en professor de dret civil a la Universitat Eötvös Loránd. Ja a mitjans dels anys vuitanta va treballar com a assessor legal per a diversos moviments cívics i ecologistes. Durant la dècada de 1980 va participar en organitzacions cíviques que van contribuir a la transició democràtica del país. El juliol de 1990 va convertir-se en president de Tribunal Constitucional. És fundador de Védegylet, una organització no governamental, creada el 2000. És doctor honoris causa de la Universitat de Colònia a Alemanya des de 1999.

## President de la República
En la primera volta de les eleccions de 2005, el 6 de juny de 2005, Sólyom va obtenir 13 escons contra 183 de la seva adversària Katalin Szili. Szili no va ser nomenada presidenta perquè no tenia la majoria de 278 escons. Els pocs vots rebuts per Sólyom s'expliquen per l'abstenció de 169 diputats de la dreta. En la segona volta el 7 de juny, Sólyom va rebre 185 vots contra 178 per a Katalin Szili. En la tercera volta, no necessitant més que una majoria simple, Sólyom és elegit per 189 escons contra 182 per a Katalin Szili. El 5 d'agost de 2005 va succeir al president Ferenc Mádl.
El 5 d'agost de 2010 va ser succeït com a president per Pál Schmitt.
Va morir de càncer el 8 d'octubre de 2023, als 81 anys, a Budapest.